# Каспер Бегелунд
Каспер Бегелунд Нільсен (дан. Kasper Bøgelund Nielsen, нар. 8 жовтня 1980, Оденсе) — данський футболіст, що грав на позиції захисника.
Виступав, зокрема, за клуби ПСВ, «Боруссія» (Менхенгладбах) та «Ольборг», а також національну збірну Данії.
Чотириразовий чемпіон Нідерландів. Володар Кубка Нідерландів. Чотириразовий володар Суперкубка Нідерландів. 

## Клубна кар'єра
Народився 8 жовтня 1980 року в місті Оденсе. Вихованець юнацьких команд футбольних клубів «Оденсе» та ПСВ.
У дорослому футболі дебютував 1998 року виступами за команду клубу ПСВ, в якій провів сім сезонів, взявши участь у 78 матчах чемпіонату.  За цей час чотири рази виборював титул чемпіона Нідерландів, ставав володарем Кубка Нідерландів, володарем Суперкубка Нідерландів (тричі).
Своєю грою за цю команду привернув увагу представників тренерського штабу клубу «Боруссія» (Менхенгладбах), до складу якого приєднався 2005 року. Відіграв за менхенгладбаський клуб наступні три сезони своєї ігрової кар'єри.
2008 року перейшов до клубу «Ольборг», за який відіграв 4 сезони.  Завершив професійну кар'єру футболіста виступами за команду «Ольборг» у 2012 році.

## Виступи за збірні
1998 року дебютував у складі юнацької збірної Данії, взяв участь в 11 іграх на юнацькому рівні, відзначившись 2 забитими голами.
Протягом 2000–2001 років залучався до складу молодіжної збірної Данії. На молодіжному рівні зіграв у 8 офіційних матчах, забив 1 гол.
2002 року дебютував в офіційних матчах у складі національної збірної Данії. Протягом кар'єри у національній команді, яка тривала 7 років, провів у формі головної команди країни лише 17 матчів.
У складі збірної був учасником чемпіонату світу 2002 року в Японії і Південній Кореї, чемпіонату Європи 2004 року у Португалії.

## Титули і досягнення
- Чемпіон Нідерландів (4):

ПСВ: 1999-2000, 2000-2001, 2002-2003, 2004-2005
- Володар Кубка Нідерландів (1):

ПСВ: 2004-2005
- Володар Суперкубка Нідерландів (4):

ПСВ: 1998, 2000, 2001, 2003